# الفاهم بوكدوس
الفاهم بوكدوس (9 أكتوبر 1970-)، هو صحفي تونسي عمل في وسائل الإعلام المكتوبة والالكترونية والسمعية البصرية. حوكم ثلاث مرات تحت حكم بن علي سنوات 1994 و 1998 و 2008. قضى سنتين ونصف في السجن وخمس سنوات في السرية. عام 2008 قام بوكدوس بتغطية أحداث الحوض المنجمي ليتم تتبعه بعدها من طرف السلطات بتهمة "نشر معلومات من شأنها تعكير صفو الأمن العام" و""تكوين عصابة إجرامية من شأنها الاعتداء على الأشخاص وممتلكاتهم". حكم عليه بالسجن أولا في ديسمبر 2008 6 سنوات إلا أنه دخل في حالة السرية، ولم يخرج منها إلا في نوفمبر 2009. وفي جانفي 2010 خفف الحكم إلى 4 سنوات، وفي 6 جويلية 2010 وقع تأكيد الحكم. ورغم أنه يشكو من مشاكل في التنفس إلا أنه أودع السجن في قفصة وسط احتجاج المنظمات الحقوقية. في 8 أكتوبر دخل بوكدوس في إضراب عن الطعام احتجاجا على أوضاعه في السجن وللمطالبة بإطلاق سراحه، وفي 15 نوفمبر أعلن إيقافه الإضراب بعد حصوله على وعود من مدير السجن لتحسين ظروف إقامته. ووقع الإفراج عنه اثر قيام الثورة التونسية. عمل رءيسا لوحدة رصد وتوثيق الانتهاكات الواقعة على الاعلام بمركز تونس لحرية الصحافة.منح في أكتوبر 2011 جاءزة حرية ومستقبل الإعلام بلايبزيخ في ألمانيا، واعتبرته منظمأ مراسلون بلا حدود في ماي 2014 من ضمن مائة بطل في الإعلام.

## وصلات خارجية
- موقع مساند للفاهم بوكدوس